# مده
مده (به ایتالیایی: Mede) یک کومونه در ایتالیا است که در استان پاویا واقع شده‌است. مده ۳۳٫۲ کیلومتر مربع مساحت و ۶٬۹۹۳ نفر جمعیت دارد.